# Iris West-Allen
Pour les articles homonymes, voir Iris West, West et Allen.
Iris West-Allen est un personnage de fiction des comics Flash édités par DC Comics. Elle apparaît dans le quatrième numéro du magazine Showcase, en septembre–octobre 1956.

## Biographie fictive
Iris West, de son vrai nom Iris Ann Russel West, est une photojournaliste vivant à Central City. Iris West sort diplômée de l'université Columbia. Elle devient journaliste à Picture News à Central City. Elle y fait la connaissance de Barry Allen, expert médico-légal. Elle tombe amoureuse de lui, même si elle remarque qu'il est systématiquement en retard à leurs rendez-vous. Iris présente ensuite à Barry son neveu, Wally West, un grand fan de Flash. Iris et Wally ignorent que Flash n'est autre que Barry ! Wally est très proche d'Iris car il ne s'entend guère avec ses parents. Wally est ensuite victime du même accident que Barry et devient Kid Flash. Iris et Barry se marient. Un an plus tard, Iris entendit Barry parler dans son sommeil. Elle découvre ainsi qu'il est Flash et que Wally travaille avec lui. Iris attend cependant que Barry se confesse de lui-même. Barry explique qu'il a attendu pour pouvoir effectuer des examens pour s'assurer que ses pouvoirs ne l'empêcheraient pas d'avoir des enfants.
Plus tard, Iris découvre qu'elle a été adoptée, en trouvant un pendentif contenant un enregistrement de ses parents biologiques, Eric et Fran Russell. Ils sont des scientifiques venant de l'année 2927. Ils avaient renvoyée leur fille 1 000 ans plus tôt pour la préserver d'une guerre nucléaire imminente. Peu après, elle est tuée par Zoom, lors d'une soirée costumée. Zoom avait développé une dangereuse obsession pour Iris et n'a pu supporter un nouveau refus de sa part. Toutefois, la mort d'Iris survient avant sa naissance et cela engendre un paradoxe temporel. Cela permet à ses parents biologiques de transplanter à temps son esprit dans un autre corps, celui de Nathan Newbury (juré au procès de Flash II pour le meurtre de Zoom I). Barry découvre ensuite que sa femme vit toujours et utilise sa vitesse pour la rejoindre en 2957. Ils passent un mois ensemble avant que Flash ne prenne part à la Crise des Terres Multiples. Il meurt en détruisant le canon à tachyons de l'Anti-Monitor. Iris et Barry avaient toutefois eu le temps de concevoir des jumeaux, Don (le garçon) et Dawn (la fille). Iris les met au monde peu après la mort de son mari. À l'âge adulte, ils deviendront les Tornado Twins (en). Don aura un fils, Bart Allen, avec Meloni Thawne, une descendante de Zoom.
Des années plus tard, Iris envoie son petit-fils Bart à la fin du XXe siècle. Elle souhaite que Wally West, devenu Flash III, l'aide à maîtriser sa vitesse, car Bart vieillit prématurément. Le jeune homme prend ensuite le surnom d'Impulse et intègre la Young Justice puis les Teen Titans. De son côté, Iris se cache à Keystone City, car elle pense que ses connaissances du futur sont dangereuses. Elle écrit cependant une biographie sur Flash, intitulée L'Histoire de la Vie de Flash. L'ouvrage est un best-seller. Bien que retirée, Iris intervient quand quelque chose d'important doit être fait. Elle contacte ainsi Julie Jackham, une ex de Wally West, qui était amenée à porter le fils de Flash III. Cet enfant étant destiné à devenir un grand héros, Iris convainc Julie de le garder. Iris lui promet de s'en occuper s'il lui arrivait malheur. Malheureusement, peu après la naissance de Josh, Iris a l'occasion de tenir parole : Julie est tuée par le culte de Cicada. Iris découvre ensuite que le bébé était en réalité le fils du Weather Wizard (en). Elle se rend alors compte que sa connaissance du futur est en partie erronée, vraisemblablement en raison de la Crise des Terres Multiples. Iris sort alors au grand jour et décide d'adopter officiellement Josh. Elle se met un temps en couple avec Fred Chyre, qui voulait également prendre soin du petit.
Dans One Year Later (en), Iris va en 410 avant Jésus Christ pour trouver Zoom II. Elle veut mettre temporairement son petit-fils Bart hors de combat afin de lui sauver la vie (sa connaissance du futur lui a appris que Bart, 4e Flash, allait bientôt mourir). Mais ce dernier fait échouer ce plan en neutralisant Zoom II avec la fléchette tranquillisante qui lui était destinée. Iris tente à nouveau de changer le tragique destin qui attendait Bart. Elle ne pourra éviter son meurtre par les Rogues et Inertie.
Dans Final Crisis, Iris apprend par Flash I que son mari est vivant. Elle avoue alors avoir secrètement gardé espoir durant toutes ces années, pensant que personne n'était plus malin que « son » Barry. Lorsque l'équation de l'Anti-Vie est propagée par les médias, Iris fait partie des nombreuses personnes contaminées. Son mari lui donne cependant un baiser qui la guérit grâce à la Force Véloce. Dans Flash: Renaissance, Iris s'efforce de renouer avec son mari ressuscité. Barry demeure cependant distant, à cause de ses interrogations sur l'origine de son retour. Il revient finalement vers elle lorsque toutes ces questions trouvent une réponse.

### Autres versions
Dans Flashpoint, Barry Allen se retrouve dans un univers parallèle dans lequel tout est différent. Sa mère est vivante. Barry a emprisonné Eobard Thawne dans une cellule mais il se rend compte au fil du temps qu'il perd ses souvenirs. Eobard Thawne lui dit alors qui est le vilain ?! Dans "The Flash 2016 CW"Citizen.

## Apparitions dans d'autres médias

### Télévision
Séries télévisées
- 1990 : Flash (The Flash) (série TV), interprétée par Paula Marshall.

Le personnage n'apparait que dans l'épisode pilote. Elle est la petite amie de Barry Allen. Elle est ici présentée comme une artiste de graphisme par ordinateur et non comme une journaliste. Elle quitte ensuite Barry pour aller vivre en France
- 2014- 2023 : Flash (The Flash) (série TV), interprétée par Candice Patton

C'est une Afro-Américaine dont le père, Joe West, a également élevé le jeune Barry Allen, à la suite de la mort de sa mère et à l'emprisonnement de son père. Iris travaille dans le journal Central City Picture News et y couvre principalement des affaires liées à Flash et aux métahumains. Elle est d'abord en couple avec le policier Eddie Thawne, coéquipier de son père, mais leur relation cessera quand il se suicidera pour sauver Flash.
Par la suite, Iris apprend que sa mère, qu'elle croyait décédée, est bien vivante et que son décès n'était qu'une invention de Joe pour cacher à sa fille les problèmes de drogue de sa mère. C'est ainsi qu'elle rencontre son petit frère : Wally West.
Elle devient ensuite la fiancée de Barry Allen et devait mourir des griffes de Savitar , mais Barry voyage par accident dans le futur dans le but d'emprisonner Savitar , et le voit la tuer. Grâce à cet incident, on sait ce qui se passe et le futur change , la laissant en vie. Elle et Barry finissent par se marier durant les événements de Crisis on Earth-X.
- 2017 : Supergirl (série TV), interprétée par Candice Patton (1 épisode)
- 2017 : Arrow (série TV), interprétée par Candice Patton (1 épisode)
- 2017 : Legends of Tomorrow  (série TV), interprétée par Candice Patton (1 épisode)
- 2019 : Batwoman (série TV), interprétée par Candice Patton (1 épisode)

Séries d'animation
- 2011-2012 : La Ligue des justiciers : Nouvelle Génération (Young Justice) - 3 épisodes, doublée en anglais par Nicole Dubuc

### Cinéma
Prises de vues réelles
Le personnage devait être introduit dans le 5e film de l'univers cinématographique DC, Justice League (2017), interprété par Kiersey Clemons, avant d'apparaitre dans le film solo sur Flash, The Flash. Elle est finalement coupée au montage de Justice League par Joss Whedon et Warner Bros.. Son apparition est réintégrée dans la version Zack Snyder's Justice League diffusée en mars 2021 sur la plateforme de streaming HBO Max.
- 2021 : Zack Snyder's Justice League de Zack Snyder, interprétée par Kiersey Clemons
- 2022 : The Flash d'Andrés Muschietti, interprétée par Kiersey Clemons

Films d'animation
- 2008 : La Ligue des justiciers : Nouvelle Frontière (Justice League: The New Frontier) de Dave Bullock, doublée en anglais par Vicki Lewis
- 2013 : La Ligue des justiciers : Le Paradoxe Flashpoint (Justice League: The Flashpoint Paradox) de Jay Oliva, doublée en anglais par Jennifer Hale et en français par Kelvine Dumour

Dans cette histoire, Barry Allen se retrouve dans un univers parallèle, dans lequel beaucoup de choses sont différentes. Ainsi, Iris n'est plus mariée à Barry, mais à quelqu'un d'autre.
- 2021 : Justice Society: World War II